# Riccardia angusticosta
Riccardia angusticosta là một loài rêu trong họ Aneuraceae. Loài này được Grolle mô tả khoa học đầu tiên năm 1972.